# Centrum Marszałkowska w Warszawie
Centrum Marszałkowska – biurowiec w Warszawie zbudowany w latach 2016–2018, znajdujący się przy ul. Marszałkowskiej 126/134.
Budynek jest zintegrowany ze stacją metra Świętokrzyska. Określany jest także jako „Nowy Sezam”, gdyż wzniesiony został na miejscu Spółdzielczego Domu Handlowego „Sezam”.

## Budowa
Obiekt zbudowany został przez spółkę BBI Development. Zaprojektowało go biuro architektoniczne Juvenes Projekt z Warszawy, a generalnym wykonawcą była Korporacja Budowlana Doraco z Gdańska. Budynek powstał na miejscu po zburzonym Spółdzielczym Domu Handlowym „Sezam”. Proces budowy rozpoczęto w kwietniu 2016 i zakończono w czerwcu 2018. 7 grudnia 2016 wmurowano kamień węgielny, a 6 czerwca 2018 otwarto w podziemiu sklep „Sezam” oraz znajdujący się od wschodniej strony gmachu zrewitalizowany pasaż im. Witolda Rowickiego.
Koszt budowy wyniósł 83,53 mln zł netto.

## Parametry budynku
Budynek ma 14 kondygnacji, 11 nadziemnych i 3 podziemne. Wysokość architektoniczna wynosi 40 m. Ma 16 500 metrów kwadratowych powierzchni użytkowej, w tym 13 100 metrów kwadratowych powierzchni biurowej i 3 400 metrów kwadratowych powierzchni handlowo-usługowej. W podziemnym garażu znajduje się 112 miejsc parkingowych (według innego źródła: 106).
Lokale usługowo-handlowe i gastronomiczne znajdują się w ramach kondygnacji -1, 0 i +1. Pomieszczone w gmachu biura posiadają standard klasy A+.
Jest to pierwszy w Warszawie obiekt zintegrowany ze stacją dwóch linii metra (stacja Świętokrzyska).